# دوم 64
دوم 64 (بالإنجليزية: Doom 64)‏، هي لعبة فيديو من نوع تصويب منظور الشخص الأول، تم تطويرها ونشرها بواسطة ميدواي جيمز وكانت لعبة حصراً على الجهاز نينتندو 64 صدرت اللعبة في عام 1997 .
تم إعادة إصدار اللعبة على نينتندو سويتش وويندوز وبلاي ستيشن 4 وإكس بوكس ون في مارس 2020 وعلى ستاديا في مايو 2020 .

## مواضيع متعلقة
- دوم (سلسلة)

## وصلات خارجية
- دوم 64 على موبي غيمز